# Sagrestia Vecchia

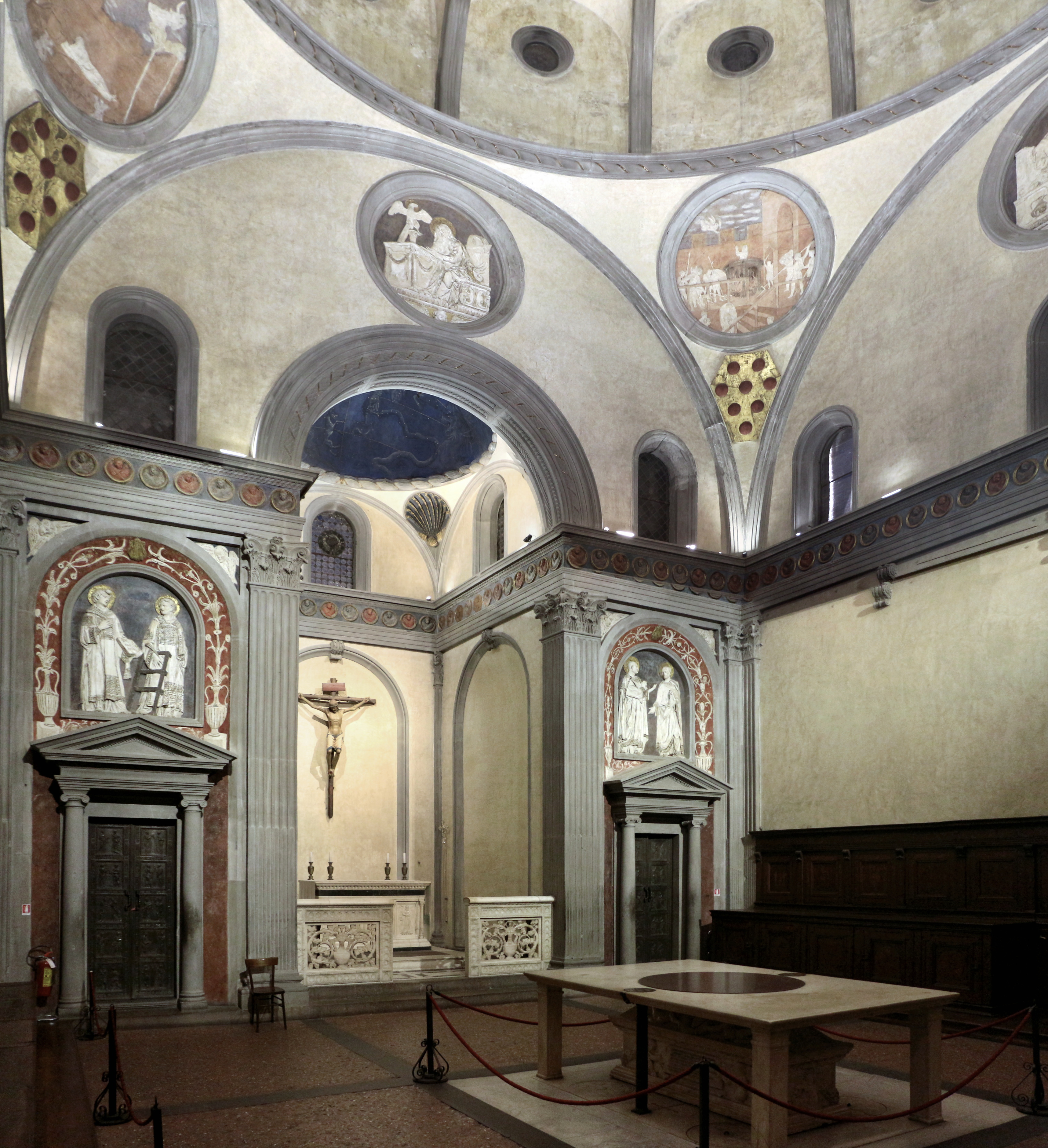
Interior

A Sagrestia Vecchia di San Lorenzo, ou Antiga Sacristia de São Lorenço, é a mais antiga das duas sacristias da Basílica de São Lourenço em Florença, Itália. É um dos monumentos mais importantes da arquitetura Renascentista italiana primitiva. Desenhado por Filippo Brunelleschi e pago pela família Medici, que também o utilizavam para os seus túmulos, deu o mote para o desenvolvimento de um novo estilo arquitectónico, construído em torno da proporção, da unidade dos elementos e do uso das ordens clássicas. O espaço passou a designar-se "Velha Sacristia" após a construção de uma nova, iniciada em 1510, do outro lado do transepto de S. Lourenço.

## História
A estrutura foi iniciada em 1421 e praticamente concluída em 1440. Quando concluída, porém, ficou bastante isolada, devido ao facto de a construção do novo edifício para São Lorenço, cujo projecto também foi da responsabilidade de Brunelleschi, não estar muito avançada. Só nos anos posteriores a 1459 é que a Sacristia Velha foi unificada com São Lorenço, ligada ao seu transepto esquerdo.

## Design
A planta é um quadrado perfeito com uma scarsella ou altar quadrada mais pequena no lado sul. A scarsella é posicionada axialmente na parede e ligada ao espaço principal por uma abertura em arco. O interior do espaço principal é articulado por um sistema rítmico de pilastras, arcos que enfatizam a unidade geométrica do espaço. As pilastras têm fins puramente visuais, e foi esta ruptura entre a estrutura real e o aspecto da estrutura que constituiu uma das importantes novidades da obra de Brunelleschi. As pilastras suportam um entablamento, cujo único propósito é dividir o espaço em duas zonas horizontais iguais. A zona superior apresenta pendentes sob a cúpula, outra relativa novidade, mais típica da arquitetura bizantina. A cúpula é na realidade uma cúpula canelada, composta por doze nervuras unidas no centro. Não era um projeto invulgar, e Brunelleschi pode ter aprendido a técnica numa visita a Milão ou a outros locais onde existiam tais cúpulas. A novidade era a forma como a cúpula se integrava na proporção do espaço que se encontrava por baixo. O uso da cor restringe-se ao cinzento para a pedra e ao branco para a parede. O uso correto da ordem coríntia para os capitéis era também novo e um testemunho dos estudos de Brunelleschi sobre a arquitetura romana antiga.
Os detalhes decorativos são da autoria de Donatello, que desenhou os tondos nos pendentes, as lunetas, os relevos por cima das portas e as próprias portas.
A cúpula mais pequena acima do altar é decorada com uma representação da constelação astrológica. O arranjo da constelação é suficientemente preciso para estimar a data específica que representa, embora tenha havido discordância sobre a data pretendida aí representada. Em 1911, Aby Warburg fez uma primeira tentativa com a ajuda de um astrónomo de Hamburgo e concluiu que a data era 9 de julho de 1422, data da consagração do altar. Gertrud Bing rejeitou posteriormente esta hipótese em favor de um cálculo de Arthur Beer para 6 de julho de 1439, data da sessão de encerramento do Concílio de Florença, no qual os Artigos de União entre a Cristandade Oriental e Ocidental foram assinados por delegados latinos e gregos. Um recálculo mais recente feito pelo professor John L. Heilbron confirmou esta data de forma independente e até estimou a hora do dia por volta do meio-dia.

## Tumbas
Ao centro está o sarcófago de João de Bicci de Médici e Piccarda Bueri, de Buggiano. Situado ao longo de uma das paredes encontra-se o sarcófago de pórfiro e bronze de Giovanni e Piero de' Medici de Verrocchio, que também pode ser responsável pelo lavabo na sala adjacente à esquerda.